# Узунколски район
Узунколски район (на казахски: Ұзынкөл ауданы) е съставна част на Костанайска област, Казахстан. Административен център е град Узункол. Обща площ 7194 км2 и население 20 412 души (по приблизителна оценка към 1 януари 2020 г.).